# Cardet
Cardet är en kommun i departementet Gard i regionen Occitanien i södra Frankrike. Kommunen ligger i kantonen Lédignan som tillhör arrondissementet Alès. År 2022 hade Cardet 922 invånare.

## Befolkningsutveckling
Antalet invånare i kommunen Cardet
Referens:INSEE